# Los hijos de Don Juan
Los Hijos de Don Juan es una telenovela ecuatoriana de comedia y drama creada por Fabrizio Aveiga, y producida por la cadena TC Televisión estrenada el 14 de julio de 2015, en sustitución de Estas Secretarias y finalizada el 23 de diciembre de 2016, siendo reemplazada por la primera temporada de  Cuatro Cuartos, luego de 2 temporadas y más de 200 capítulos.
Está protagonizada por Víctor Aráuz y María Fernanda Pérez con Leonardo Moreira, José Urrutia, Isaam Eskandar y Sofía Caiche, cuenta con las participaciones antagónicas de Jasú Montero, Jonathan Montenegro, María Fernanda Ríos, David Reinoso, Mayra Jaime y Santiago Carpio. Cuenta además con las actuaciones estelares de Carmen Angulo, Claudia Camposano, Elena Gui y Sheryl Rubio; y la actuación especial del primer actor Santiago Naranjo.

## Sinopsis

### Primera temporada
En la Galería Comercial Don Juan en Guayaquil, llegan a trabajar 4 hombres: Paco (Víctor Aráuz), Chalo (Leonardo Moreira), Salvador (Issam Eskandar) y Chicho (José Urrutia), quienes acaban de enterarse de que son hijos del mismo padre y que administrarán diferentes locales dependiendo de sus gustos personales. Ellos conocerán a Sammy (María Fernanda Pérez), la hija adoptiva de Don Juan (Santiago Naranjo), Paco quedará flechado la belleza de Sammy. Los cinco hijos se ven obligados a convivir y trabajar juntos, la villana principal de esta historia es Ruperta (Jasú Montero) la cual fue uno de los amores de Don Juan, su objetivo es apoderarse de la galería comercial.

### Segunda temporada
Paco y Sammy son novios oficialmente y están a punto de casarse, pero esto cambia con la llegada de Kassandro (David Reinoso) quien se enamora profundamente de Sammy e impide que se case con Paco, otro personaje que se suma en esta temporada es Juana (María Fernanda Ríos) ella es la quinta hija de Don Juan, que llega con el objetivo de apoderarse del pasaje comercial.

## Episodios
| Temporada | Temporada | Episodios | Episodios | Emisión original    | Emisión original        |
| Temporada | Temporada | Episodios | Episodios | Primera emisión     | Última emisión          |
| --------- | --------- | --------- | --------- | ------------------- | ----------------------- |
|           | 1         | 132       | 132       | 14 de junio de 2015 | 4 de febrero de 2016    |
|           | 2         | 73        | 73        | 1 de marzo de 2016  | 23 de diciembre de 2016 |

## Elenco

### Reparto principal
- Victor Araúz como Francisco Silva "Paco"
- María Fernanda Pérez como Samantha Silva "Sammy"
- Leonardo Moreira como Gonzalo Silva "Chalo"
- José Urrutia como Mauricio Silva "Chicho"
- Isaam Eskandar como Salvador Silva
- Sofia Caiche como Zoila / Ella misma[2]
- Jasu Montero como Ruperta Palomeque / Marimy[3]
- Carmen Angulo como Madame Trouche / Celia
- María Fernanda Ríos como Juana Francisca Silva "Juanita"  (Temporada 2)[4]
- Claudia Camposano como Saskia María Mena Mora (Temporada 2)
- Elena Gui como Sara María (Temporada 1)

### Reparto de apoyo
- Sheryl Rubio como Malibu (Temporada 2)
- Jonathan Montenegro como Amir Santander (Temporada 1)
- Cristhian García como Zocotroco
- Aaron Navia como el Gringo
- Santiago Carpio como Carmelo (Temporada 2)
- Mayra Jaime como Maria Jose Patiño "Pepa" (Temporada 1)
- Jose Corozo como Chavorino (Temporada 1)
- Santiago Naranjo como Don Juan Silva
- Joselyn Gallardo como Juliett Peralta (Temporada 2)
- David Reinoso como Kassandro (Temporada 2)[5]
- Daniel Palma como El Ispector Municipal
- Juan José Jaramillo como Gustavo (Temporada 2)
- Génesis Aviles como Amelia Silva
- Leira Araujo como Chechi (Temporada 1)
- Priscilla Negrón como Luminitza (Temporada 2)
- Jessica Ibáñez como Mamaza (Temporada 1)
- Alex Vizuete como Doña Francisca "La abuela Paca" (Temporada 2)
- Evelyn Naula como Luciana (Temporada 2)
- Julián Campos como Juan Carlos (Temporada 1)
- Yulia Mamonova como La Gringa (Temporada 1)

### Invitados especiales
- Flor María Palomeque como La Mofle (Temporada 2)
- Jhonatan Luna como Él mismo (Temporada 1)

## Premios y nominaciones

### Premios ITV
| Año  | Categoría             | Nominados             | Resultado |
| ---- | --------------------- | --------------------- | --------- |
| 2015 | Mejor programa cómico | Los hijos de Don Juan | Nominado  |
| 2015 | Mejor actor cómico    | Víctor Arauz          | Nominado  |
| 2015 | Mejor actriz cómica   | Sofía Caiche          | Nominada  |
| 2016 | Mejor programa cómico | Los hijos de Don Juan | Nominado  |
| 2016 | Mejor actor cómico    | Víctor Aráuz          | Nominado  |
| 2016 | Mejor actriz cómica   | Claudia Camposano     | Ganadora  |